# Куленсай
Куленсай (каз. Күленсай) — упразднённое село в Карасуском районе Костанайской области Казахстана. Входило в состав Железнодорожного сельского округа. Код КАТО — 395277200. Упразднено в 2019 г.

## История
До 2013 года село входило в состав упразднённого Теректинского сельского округа.

## Население
В 1999 году население села составляло 90 человек (49 мужчин и 41 женщина). По данным переписи 2009 года, в селе проживали 62 человека (30 мужчин и 32 женщины).